# Tour of Taihu Lake 2023
Il Tour of Taihu Lake 2023, undicesima edizione della corsa e valevole come quaranttreesima prova dell'UCI ProSeries 2023 categoria 2.Pro, si svolse in quattro tappe dal 14 al 17 settembre 2023 su un percorso di 405,64 km, con partenza da Wuxi e arrivo a Gaochun, in Cina. La vittoria fu appannaggio del neozelandese George Jackson, il quale completò il percorso in 8h27'36", alla media di 47,948 km/h, precedendo l'italiano Enrico Zanoncello e il belga Jarne Van De Paar.
Sul tragiardo di Gaochun 106 ciclisti, su 117 partiti da Wuxi, portarono a termine la competizione.

## Tappe
| Tappa  | Data         | Percorso          | km     | Vincitore di tappa | Leader cl. generale |
| ------ | ------------ | ----------------- | ------ | ------------------ | ------------------- |
| 1ª     | 14 settembre | Wuxi > Wuxi       | 88,8   | Enrico Zanoncello  | Enrico Zanoncello   |
| 2ª     | 15 settembre | Kunshan > Kunshan | 127,6  | Jarne Van De Paar  | Enrico Zanoncello   |
| 3ª     | 16 settembre | Wujiang > Wujiang | 116,8  | George Jackson     | George Jackson      |
| 4ª     | 17 settembre | Gaochun > Gaochun | 72,44  | George Jackson     | George Jackson      |
| Totale | Totale       | Totale            | 405,64 |                    |                     |

## Squadre e corridori partecipanti
Al via 20 formazioni.

| N.    | Cod. | Squadra                              |
| ----- | ---- | ------------------------------------ |
| 1-6   | CHN  | Cina                                 |
| 11-16 | CGC  | China Glory Continental Cycling Team |
| 21-26 | BEB  | Bolton Equities Black Spoke          |
| 31-36 | BBH  | Burgos-BH                            |
| 41-46 | GBF  | Green Project-BardianiCSF-Faizanè    |
| 51-56 | LTD  | Lotto Dstny                          |
| 61-65 | COR  | Corratec Selle Italia                |
| 71-76 | TNN  | Team Novo Nordisk                    |
| 81-86 | ABC  | ABLOC CT                             |
| 91-96 | BDR  | Bodywrap LTwoo Cycling Team          |

| N.      | Cod. | Squadra                              |
| ------- | ---- | ------------------------------------ |
| 101-106 | LNS  | Li Ning Star                         |
| 111-116 | NCT  | Nusantara Cycling Team               |
| 121-126 | STG  | St George Continental Cycling Team   |
| 131-136 | TYD  | Tianyoude Hotel Cycling Team         |
| 141-146 | R0I  | Roojai Online Insurance              |
| 151-156 | MSP  | HRE Mazowsze Serce Polski            |
| 161-166 | PIT  | Pingtan International Tourism Island |
| 171-176 | MSS  | Giant Cycling Team                   |
| 181-186 | HEN  | Hengxiang Cycling Team               |
| 191-196 | THA  | Thailandia                           |

## Dettagli delle tappe

### 1ª tappa
- 14 settembre: Wuxi > Wuxi – 88,8 km

Risultati
| Pos. | Corridore         | Squadra     | Tempo    |
| ---- | ----------------- | ----------- | -------- |
| 1    | Enrico Zanoncello | Gr. Project | 1h46'24" |
| 2    | Lorenzo Conforti  | Gr. Project | s.t.     |
| 3    | Jarne Van de Paar | Lotto       | s.t.     |

| Pos. | Corridore         | Squadra     | Tempo    |
| ---- | ----------------- | ----------- | -------- |
| 1    | Enrico Zanoncello | Gr. Project | 1h46'13" |
| 2    | Lorenzo Conforti  | Gr. Project | a 5"     |
| 3    | Jarne Van de Paar | Lotto       | a 7"     |

### 2ª tappa
- 15 settembre: Kunshan > Kunshan – 127,6 km

Risultati
| Pos. | Corridore         | Squadra     | Tempo    |
| ---- | ----------------- | ----------- | -------- |
| 1    | Jarne Van de Paar | Lotto       | 2h38'52" |
| 2    | George Jackson    | Bolton      | a 10"    |
| 3    | Enrico Zanoncello | Gr. Project | s.t.     |

| Pos. | Corridore         | Squadra     | Tempo    |
| ---- | ----------------- | ----------- | -------- |
| 1    | Enrico Zanoncello | Gr. Project | 4h24'59" |
| 2    | Jarne Van de Paar | Lotto       | a 3"     |
| 3    | George Jackson    | Bolton      | a 8"     |

### 3ª tappa
- 16 settembre: Wujiang > Wujiang – 116,8 km

Risultati
| Pos. | Corridore         | Squadra  | Tempo    |
| ---- | ----------------- | -------- | -------- |
| 1    | George Jackson    | Bolton   | 2h24'43" |
| 2    | Jesper Rasch      | ABLOC CT | s.t.     |
| 3    | Jarne Van de Paar | Lotto    | s.t.     |

| Pos. | Corridore         | Squadra     | Tempo    |
| ---- | ----------------- | ----------- | -------- |
| 1    | George Jackson    | Bolton      | 6h49'39" |
| 2    | Enrico Zanoncello | Gr. Project | a 1"     |
| 3    | Jarne Van de Paar | Lotto       | a 2"     |

### 4ª tappa
- 17 settembre: Gaochun > Gaochun – 72,44 km

Risultati
| Pos. | Corridore        | Squadra | Tempo    |
| ---- | ---------------- | ------- | -------- |
| 1    | George Jackson   | Bolton  | 1h38'07" |
| 2    | Lucas Carstensen | Roojai  | s.t.     |
| 3    | Norbert Banaszek | HRE     | s.t.     |

| Pos. | Corridore         | Squadra     | Tempo    |
| ---- | ----------------- | ----------- | -------- |
| 1    | George Jackson    | Bolton      | 8h27'36" |
| 2    | Enrico Zanoncello | Gr. Project | a 11"    |
| 3    | Jarne Van de Paar | Lotto       | a 12"    |

## Evoluzione delle classifiche
| Tappa              | Vincitore          | Classifica generale Maglia arancione | Classifica a punti Maglia verde | Classifica giovani Maglia blu | Classifica a squadre  |
| ------------------ | ------------------ | ------------------------------------ | ------------------------------- | ----------------------------- | --------------------- |
| 1ª                 | Enrico Zanoncello  | Enrico Zanoncello                    | Enrico Zanoncello               | Lorenzo Conforti              | Corratec Selle Italia |
| 2ª                 | Jarne Van de Paar  | Enrico Zanoncello                    | Enrico Zanoncello               | Jarne Van de Paar             | Corratec Selle Italia |
| 3ª                 | George Jackson     | George Jackson                       | George Jackson                  | George Jackson                | Corratec Selle Italia |
| 4ª                 | George Jackson     | George Jackson                       | George Jackson                  | George Jackson                | Corratec Selle Italia |
| Classifiche finali | Classifiche finali | George Jackson                       | George Jackson                  | George Jackson                | Corratec Selle Italia |

Maglie indossate da altri ciclisti in caso di due o più maglie vinte
- Nella 2ª tappa Jarne Van de Paar ha indossato la maglia verde al posto di Enrico Zanoncello.
- Nella 3ª tappa George Jackson ha indossato la maglia verde al posto di Enrico Zanoncello.
- Nella 4ª tappa Jarne Van de Paar ha indossato la maglia verde al posto di George Jackson e Lorenzo Conforti ha indossato quella blu al posto di George Jackson.

## Classifiche finali

### Classifica generale - Maglia arancione
| Pos. | Corridore              | Squadra     | Tempo    |
| ---- | ---------------------- | ----------- | -------- |
| 1    | George Jackson         | Bolton      | 8h27'36" |
| 2    | Enrico Zanoncello      | Gr. Project | a 11"    |
| 3    | Jarne Van de Paar      | Lotto       | a 12"    |
| 4    | Norbert Banaszek       | HRE         | a 20"    |
| 5    | Matthew Bostock        | Bolton      | a s.t.   |
| 6    | Lucas Carstensen       | Roojai      | a 21"    |
| 7    | Jesper Rasch           | ABLOC       | a 24"    |
| 8    | Lorenzo Conforti       | Gr. Project | s.t.     |
| 9    | Polychronis Tzortzakis | Roojai      | a 26"    |
| 10   | Lucas De Rossi         | China Glory | a 27"    |

### Classifica a punti - Maglia verde
| Pos. | Corridore         | Squadra     | Punti |
| ---- | ----------------- | ----------- | ----- |
| 1    | George Jackson    | Bolton      | 48    |
| 2    | Jarne Van de Paar | Lotto       | 42    |
| 3    | Enrico Zanoncello | Gr. Project | 35    |
| 4    | Norbert Banaszek  | HRE         | 30    |
| 5    | Lucas Carstensen  | Roojai      | 23    |

### Classifica giovani - Maglia blu
| Pos. | Corridore         | Squadra     | Tempo    |
| ---- | ----------------- | ----------- | -------- |
| 1    | George Jackson    | Bolton      | 8h27'36" |
| 2    | Jarne Van de Paar | Lotto       | a 12"    |
| 3    | Lorenzo Conforti  | Gr. Project | a 24"    |
| 4    | Liam Slock        | Lotto       | a 28"    |
| 5    | Haijie Hu         | Shenzhen    | a 30"    |

### Classifica a squadre
| Pos. | Squadra                           | Tempo     |
| ---- | --------------------------------- | --------- |
| 1    | Corratec Selle Italia             | 25h24'18" |
| 2    | Green Project-BardianiCSF-Faizanè | s.t.      |
| 3    | HRE Mazowsze Serce Polski         | s.t.      |
| 4    | Bolton Equities Black Spoke       | s.t.      |
| 5    | Burgos-BH                         | s.t.      |